# Габріелла Квеведо
Габріелла Евеліна Кеведо (англ. Gabriella Evelina Quevedo, нар. 12 січня 1997, Кінна, Швеція) — шведська гітаристка. Вона виросла в Кінні і зацікавилася гітарою, оскільки її батько грав на цьому інструменті. Її батько з Аргентини, а мати — аргентино-шведка. Окрім шведської, вона також володіє англійською та розуміє іспанську.
Вона почала грати на гітарі у віці дванадцяти років, швидко відкривши та освоївши гітарні техніки стилю пальців, що призвело до того, що вона записала на YouTube ряд каверів на виступи інших гітаристів та власні аранжування на гітарі. Станом на жовтень 2020 року на каналі Габріелли на YouTube було понад 1,3 мільйона підписників та понад 210 мільйонів переглядів. Вибрані кавери також були опубліковані в інших каналах. У липні 2018 року вийшов альбом під назвою Acoustic Cover Songs Vol. 1, що містить 16 пісень, з'явився на Spotify, iTunes, Deezer, Amazon Music, Google Play Music, Tidal, YouTube Music та Apple Music. Перші оригінальні пісні Габріелли, «Останній раз» та «Згадай», вийшли наприкінці 2019 року. Вони були записані в студії Mono Music у Стокгольмі, створеній колишнім учасником ABBA — Бенні Андерссоном.
Квеведо означає свої основні впливи, такі як Томмі Еммануель, Сунга Юнг, Котаро Осіо та Енді Маккі, музику яких вона включила до своїх записів та репертуарів перформансу, і з якими вона виступала на концертах у Швеції та на міжнародній арені.
У липні 2019 року її запис «Готель Каліфорнія» від Eagles, організований Томі Палданіус, мав понад 22 мільйони переглядів на YouTube. У 2012 році вона виграла першу премію в номінації «молодий талант» на Міжнародному фестивалі гітари в Упсалі, а у 2014 році — голосування Раяна Сікреста за найкращий кавер пісні Бруно Марса «Young Girls». У 2016 році вона була нагороджена грантом Хагстрема Королівської шведської музичної академії (Kungliga Musikaliska Akademien).
Спочатку вона навчилася грати на гітарі Yamaha свого батька, але згодом її батьки купили їй гітару, «блискучу чорну Yamaha з вирізом», що видно в її попередніх відео на YouTube, і яку підписав Томмі Еммануель. Пізніше вона почала грати на гітарах Тейлора, спочатку на кастом Taylor GC8e, потім на Taylor 912ce і на кастом Taylor 812ce. Квеведо — артистка, яку підтримують Taylor Guitars та G7th, The Capo Company.

## Концерти
Габріелла Квеведо виступала на концертах у Швеції, Норвегії, Німеччині, США та Азії, зокрема:
- з Гензелем Петігом,[18] Лемго, Німеччина (2012)[19]
- із Сунга Юнгом, Бломберг, Німеччина (2012)[19][20][21] та Швеція (2014)[6][22]
- Уппсала Internationella Gitarrfestival, Уппсала, Швеція (2012, 2014)[7][23]
- з Томмі Еммануелем, Гетеборг, Швеція (2012, 2015)[24][25][26]
- Sundsvall Gitarrfestival, Sundsvall, Швеція (2013, 2017)[27][28][29][30]
- з Адамом Рафферті,[31] Бломберг, Німеччина (2013)[32][33]
- Фестиваль гітари Ларвік, Ларвік, Норвегія (2014, 2017)[34]
- з Енді Маккі, Гетеборг, Швеція (2015)[35]
- Зимове шоу NAMM, США (2016)[36]
- концертне турне в Японії, Південній Кореї, Тайвані та Китаї (2016)[37]